# Коарнеле Капреј (Јаши)
Коарнеле Капреј (рум. Coarnele Caprei) насеље је у Румунији у округу Јаши у општини Коарнеле Капреј. Oпштина се налази на надморској висини од 103 m.

## Становништво
Према подацима из 2002. године у насељу је живело 3112 становника, од којих су сви румунске националности.

### Хронологија
| Година       | 1992 | 1993 | 1994 | 1995 | 1996 | 1997 | 1998 | 1999 | 2000 | 2001 | 2002 | 2003 | 2004 | 2005 | 2006 | 2007 | 2008 | 2009 | 2010 | 2011 | 2012 | 2013 | 2014 | 2015 | 2016 | 2017 |
| ------------ | ---- | ---- | ---- | ---- | ---- | ---- | ---- | ---- | ---- | ---- | ---- | ---- | ---- | ---- | ---- | ---- | ---- | ---- | ---- | ---- | ---- | ---- | ---- | ---- | ---- | ---- |
| Становништво | 3905 | 3825 | 3763 | 3685 | 3607 | 3582 | 3546 | 3522 | 3538 | 3507 | 3472 | 3441 | 3409 | 3355 | 3310 | 3274 | 3284 | 3252 | 3208 | 3182 | 3162 | 3136 | 3094 | 3057 | 3063 | 3004 |